# Alex Fudge
Alex Fudge (Lauderhill, 6 maggio 2003) è un cestista statunitense, professionista nella NBA.

## Carriera
Dopo aver trascorso una stagione con i LSU Tigers e una con i Florida Gators, il 26 luglio 2023, dopo non essere stato scelto al Draft NBA, viene firmato dai Los Angeles Lakers con un two-way contract.

## Palmarès
- NBA In-Season Tournament: 1

Los Angeles Lakers: 2023